# Suko Awin Jaya
Suko Awin Jaya is een bestuurslaag in het regentschap Muaro Jambi van de provincie Jambi, Indonesië. Suko Awin Jaya telt 6321 inwoners (volkstelling 2010).